# Avvistamenti di UFO nello spazio

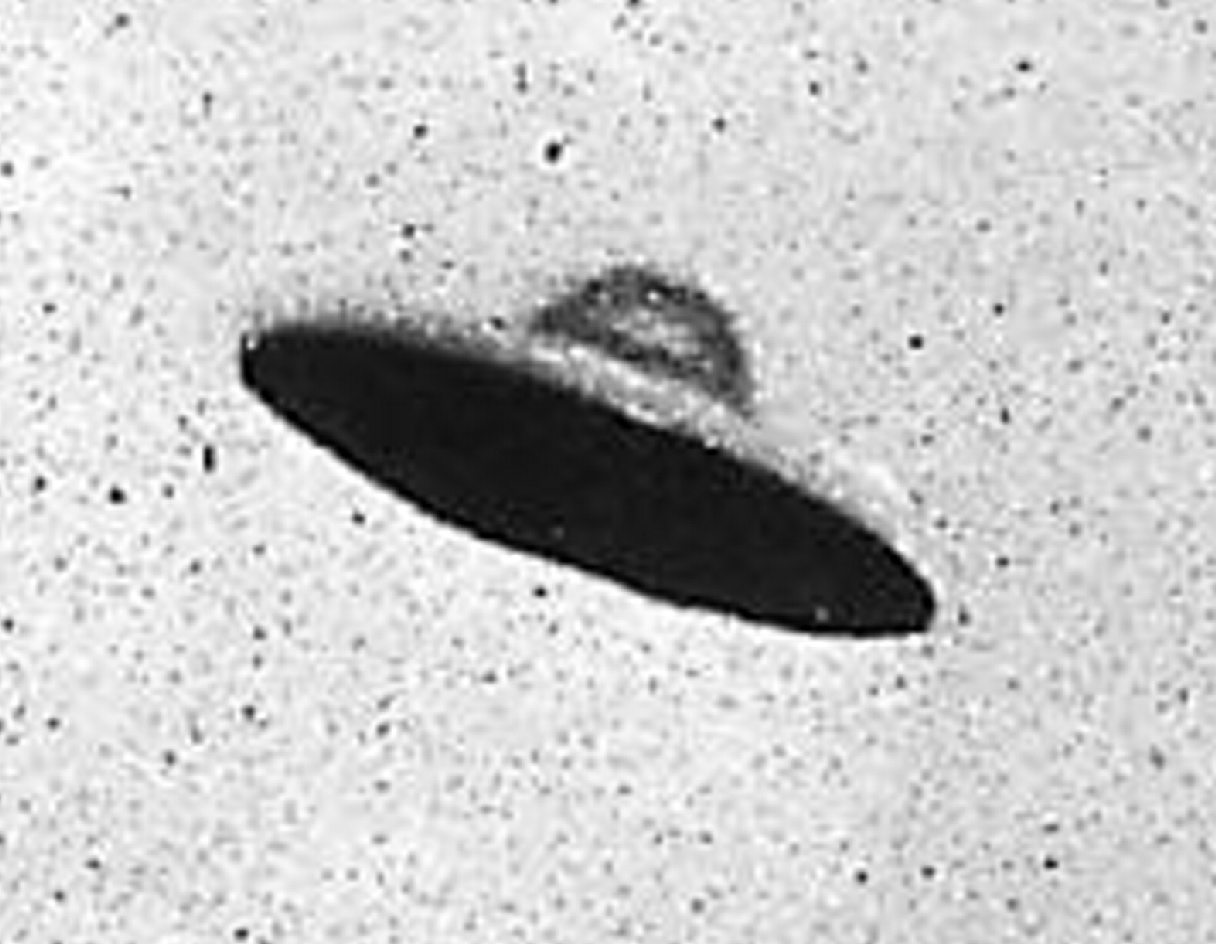

Con avvistamenti di UFO nello spazio si definiscono presunti avvistamenti di oggetti non identificati che si sarebbero verificati da parte di astronauti durante missioni nello spazio. Alcuni degli avvistamenti sarebbero stati solo visuali, mentre per altri esisterebbero foto o filmati.
Secondo diversi esperti di astronautica, alcuni degli avvistamenti riportati in riviste, libri e siti internet di ufologia non sono mai avvenuti e sono frutto di dicerie o in alcuni casi di storie inventate, mentre per i casi che si sono realmente verificati è possibile trovare spiegazioni prosaiche. Da parte sua, la NASA ha dichiarato che nel corso delle missioni spaziali statunitensi non sono emerse evidenze a favore dell’esistenza di veicoli spaziali extraterrestri.

## Elenco di alcuni casi
- Missione Gemini 4: il pilota James McDivitt osservò un oggetto che descrisse come “bianco, di forma cilindrica, con una protuberanza bianca simile ad un’asta che sporgeva da uno dei suoi angoli”. Egli scattò due foto in bianco e nero dell’oggetto, mentre il suo compagno di missione, Edward White, dormiva. Le foto sviluppate si rivelarono di scarsa qualità e non aiutarono a chiarire l’evento. McDivitt dichiarò che a suo parere si trattava di un oggetto costruito dall’uomo, probabilmente un satellite artificiale. Il NORAD ipotizzò che si trattasse del satellite Pegasus 2, ma tale ipotesi fu scartata dalla Commissione Condon, che classificò il caso come “non spiegato”[2].  Secondo James Oberg, giornalista scientifico statunitense ed ex ingegnere della NASA, l’oggetto era il secondo stadio del razzo vettore Titan che aveva portato in orbita la navicella[3].
- Missione Gemini 7: l’astronauta Frank Borman comunicò al controllo di terra di avere visto, oltre al secondo stadio del razzo vettore che viaggiava in un’orbita similare a quella della navicella, anche un oggetto sconosciuto (che, usando il gergo dei piloti militari statunitensi, definì “bogey”) che viaggiava in orbita polare. Il dottor Franklin Roach della Commissione Condon arrivò alla conclusione che non poteva trattarsi di frammenti del razzo vettore perché non potevano trovarsi in un’orbita polare, pertanto anche quest’avvistamento andava classificato come “non spiegato”[2]. James Oberg, basandosi sull’analisi dell’orbita della navicella, ha affermato che l’oggetto sconosciuto non poteva trovarsi in una vera orbita polare (che avrebbe avuto un’inclinazione di 80 o 90 gradi rispetto alla Gemini), perché avrebbe attraversato il campo visivo degli astronauti in pochi secondi con una velocità enorme (diverse migliaia di Km al secondo), mentre l’avvistamento è durato più a lungo. Analizzando le traiettorie dei veicoli della missione, Oberg ha trovato che dopo due orbite la Gemini si trovò in una posizione diversa da quella programmata, ma nessuno notò la discrepanza. La successiva accensione di un razzo ausiliario mandò la navicella attraverso la nuvola dei detriti, per cui gli astronauti avrebbero avvistato fiocchi ghiacciati del residuo di propellente del secondo stadio e frammenti del razzo; il cosiddetto “bogey” sarebbe stato semplicemente un frammento più grande degli altri. Oberg mandò la sua ricostruzione agli astronauti, che risposero cordialmente dichiarandosi d’accordo[4]. Nel 1997 Bormann fu contattato dai responsabili del programma televisivo Unsolved Misteries per partecipare ad una puntata della trasmissione, ma quando affermò che avrebbe chiarito di non avere visto un UFO gli risposero: “Bene, non siamo sicuri che la vogliamo nel programma”[5].
- Missione Gemini 11: durante la missione, gli astronauti fotografarono un oggetto sconosciuto. Secondo il NORAD, si trattava del satellite scientifico sovietico Proton-3; questa spiegazione fu accettata dalla Commissione Condon[2]. Successivamente, in base all’analisi dei parametri dell’orbita fu accertato che il satellite Proton-3 non poteva trovarsi dove era stato avvistato, pertanto gli astronauti avevano fotografato un oggetto sconosciuto. Studiando il caso, James Oberg ha riscontrato che l’orbita del satellite non era più quella originale ma stava decadendo; inoltre la Gemini aveva cambiato la sua orbita per effettuare un rendezvous con un satellite Agena. Considerando i cambiamenti orbitali dei due veicoli spaziali, Oberg è arrivato alla conclusione che l’avvistamento degli astronauti è compatibile con il satellite Proton-3[1]. La conclusione di Oberg è stata contestata dall’ufologo Bruce Maccabee[6].
- Missione Apollo 11: nella letteratura ufologica sono riportati diversi avvistamenti avvenuti nel corso della missione. Durante il viaggio gli astronauti notarono alcuni lampi di luce, che furono attribuiti ad alcune parti dell’ultimo stadio del razzo vettore Saturn V, specialmente ai quattro pannelli del vano che ospitava il LEM, i quali furono abbandonati poco dopo l’immissione nella traiettoria verso la Luna. Altri avvistamenti da parte di Neil Armstrong sono da attribuirsi ad una storia inventata dallo scrittore di fantascienza Otto Binder[7][8]. È stato anche riportato che in un’intervista televisiva del 2005 Buzz Aldrin avrebbe ammesso di avere visto un UFO, ma l’ex astronauta ha precisato che le sue parole sono state riferite dai produttori del programma al di fuori del contesto in cui erano state pronunciate[9].
- Missione Skylab 3: gli astronauti scattarono quattro fotografie raffiguranti punti luminosi. Secondo la NASA, i punti ripresi in tre fotografie sarebbero detriti provenienti dallo Skylab, mentre quelli della quarta foto sarebbero un artefatto della fotocamera. Sulla quarta foto, l’ufologo Bruce Maccabee non concorda con la spiegazione della NASA e ritiene insoddisfacente anche l’ipotesi secondo cui si tratterebbe di un satellite artificiale, dato che la sua orbita sarebbe dovuta essere troppo vicina a quella dello Skylab[10]. James Oberg ha ribattuto che un UFO delle dimensioni ipotizzate da Maccabee sarebbe stato visibile da terra ad occhio nudo, ma non c’è stata nessuna segnalazione al riguardo; inoltre, dalle testimonianze degli astronauti è risultato che le condizioni di illuminazione erano idonee a causare un artefatto della fotocamera[11].
- Missione STS-48: gli astronauti ripresero un video che mostrava lampi di luce e oggetti che apparivano muoversi in una maniera artificiale o controllata. Secondo la NASA, i lampi sarebbero riflessi dei raggi del Sole su antenna dello Space Shuttle, mentre gli oggetti sarebbero particelle di ghiaccio causate dai getti di propellente del motore a razzo[12]. La spiegazione della NASA è stata contestata da alcuni ufologi,[13] ma James Oberg ha ribattuto che le argomentazioni usate dagli ufologi a titolo di confutazione non hanno fondamenti scientifici[14].
- Missione STS-80: un video ripreso dagli astronauti mostra oggetti sconosciuti che si muovono nel cielo notturno. In realtà si sarebbe trattato di detriti provenienti dal vano di carico dello Shuttle Columbia e fluttuanti nelle vicinanze della navetta spaziale[15].
- Missione STS-88: un detrito spaziale in allontanamento dal primo nucleo della Stazione Spaziale Internazionale e dallo Space Shuttle Endeavour (attraccato ad essa) diviene, nelle interpretazioni degli ufologi, un satellite alieno in orbita attorno alla Terra di cui le agenzie spaziali terrebbero all'oscuro l'opinione pubblica.[16]
- Missione Expedition 10: l’astronauta Leroy Chiao riferì che durante un’attività extraveicolare svolta nel corso della missione vide sotto la Stazione spaziale internazionale alcune luci disposte in linea, che formavano quasi un segno di spunta rivolto verso l'alto. L'evento fu presentato come un possibile avvistamento di UFO nel programma televisivo Are we alone?, trasmesso da Science Channel. In seguito, la NASA ha dichiarato che le luci avvistate da Chao provenivano da una flotta di pescherecci che si trovavano centinaia di Km sotto la Stazione Spaziale[17][18].
- Missione Expedition 36: l’astronauta Christopher Cassidy vide un oggetto che fluttuava accanto alla Stazione Spaziale Internazionale nelle vicinanze della navetta da carico Progress. I controllori di volo russi identificarono l’oggetto con un’antenna del modulo russo Zvezda[19].